# Reinhard Woltman
Reinhard Woltman, selten auch Woltmann (* 28. Dezember 1757 in Axstedt; † 20. April 1837 in Hamburg) war ein deutscher Wasserbauingenieur.

## Biografie
Woltman wurde als Sohn des Vollhöfners Johann Woltman und dessen Ehefrau Adelheit, geb. Jacobsen in Axstedt auf dem Henriettenhof geboren. Er wirkte bis 1779 in seinem Heimatort als Dorfschullehrer und war dann als Schreiber und Unteraufseher beim Küstenschutzamt Ritzebüttel (heute Teil von Cuxhaven) tätig, damals zu Hamburg gehörig. Ab 1780 studierte er dank der Fürsprache seiner Vorgesetzten von Grumkow und Heinrich Zitting am Akademischen Gymnasium zu Hamburg Mathematik und Wasserbau, unter anderem bei Johann Georg Büsch, der ihm auch seine Bibliothek zur Verfügung stellte. Dort wurde er auch von Vertretern der Hamburger Admiralität gefördert, unter der Bedingung, dass er in den Hamburgischen Staatsdienst ging. Nachdem er noch ein Jahr Deichbau an der Universität Kiel bei Johann Nicolaus Tetens studiert hatte, unternahm er 1784 eine Studienreise zur Universität Göttingen, wo er Vorlesungen hörte, nach Frankfurt am Main, Straßburg, Paris, entlang der Kanalküste unter anderem nach Cherbourg, nach London und den Niederlanden.
Ab 1784 war er wieder in Ritzebüttel, wo er zu der Zeit als Nachfolger von Zitting Stellvertreter von Grumkow wurde und als Wasserbauconducteur bald hohes Ansehen genoss und praktisch (aber noch nicht offiziell) für den Uferbau verantwortlich war. Durch seine Bücher wurde er auch über die Grenzen Hamburgs in wissenschaftlichen Kreisen bekannt und seine Arbeit verschaffte ihm 1790 einen Ruf als Deichgraf nach Oldenburg, was er aber nach Zusage eines erweiterten Aufgabenbereichs im Hamburger Dienst ausschlug. Zu den von ihm geleiteten Arbeiten gehörte zum Beispiel die Befestigung des Elbufers am Glameyer-Stack, Ausbaggerungen in der Elbfahrtrinne, eine Spülschleuse im Hafen von Cuxhaven und die Befestigung von Neuwerk. Aber auch bei den Deichanlagen in der Nähe Hamburgs war sein Rat bald gefragt.
1803 übernahm er als Nachfolger von Grumkow die Leitung in Ritzebüttel. 1810 bis 1814 war er während der französischen Besetzung für Vermessungsarbeiten für einen von den Franzosen geplanten Elbe-Weser-Kanal nach Hamburg abgeordnet, und die Arbeit an den Deichbefestigungen ruhte weitgehend. Die französischen Behörden ernannten ihn am 10. März 1811 zum Maire. Woltman übernahm 1814 als Direktor der Strom- und Uferwerke die Leitung des gesamten Wasser- und Kanalbaus in Hamburg, die er bis zu seiner Pensionierung im Jahre 1836 innehielt.
Er war um 1815 Berater von Lübeck bei Plänen zum Ausbau des Stecknitzkanals. Er erarbeitete mit Neumeister ein Gutachten zur Gründung eines Seebades in Cuxhaven. Bei der Regulierung der Elbe durch Leitdämme wirkte er mit.
Seine Bücher, insbesondere seine Hydraulische Architektur von 1791 bis 1799, fanden auch über Deutschland hinaus Anerkennung. 1792 wurde er zum Mitglied der Holländischen Gesellschaft der Wissenschaften in Haarlem und zu dem der Batavischen Gesellschaft der Experimentalphilosophie in Rotterdam ernannt, und er wurde auch Mitglied der königlich Böhmischen Gesellschaft der Wissenschaften in Prag und korrespondierendes Mitglied sowohl der Göttinger als auch der Preußischen Akademie der Wissenschaften.

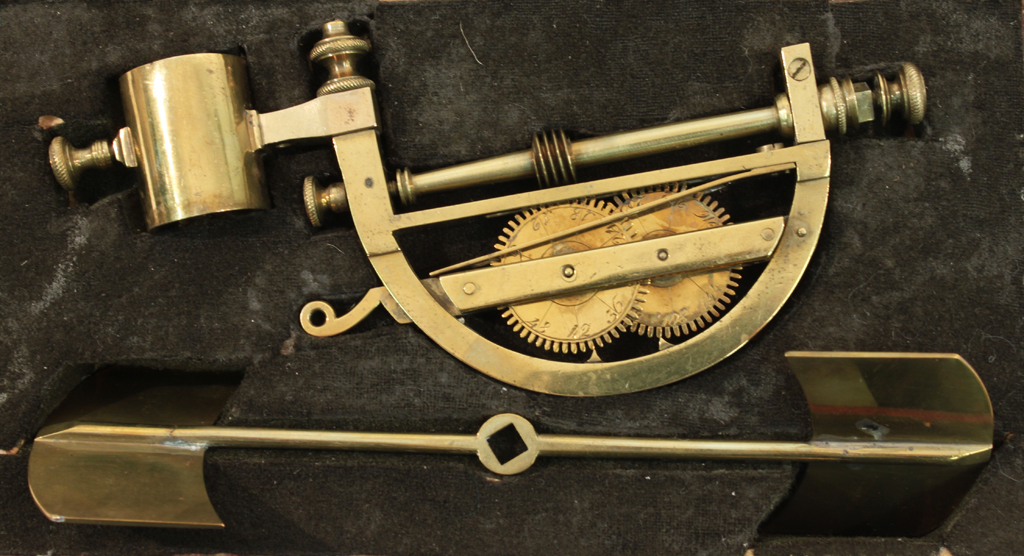
Woltmanscher Flügel, ein mobiles Strömungsmessgerät aus Messing in einem mit schwarzem Leder bezogenen Kasten (Museum für Hamburgische Geschichte)

Das von ihm 1790 beschriebene Prinzip der Messung von Strömungen mit Flügelrädern, die nach ihm auch als Woltmannflügel bezeichnet werden, wird heute unter anderen in der Wassermengenmessung mittels Woltmannzählern nach wie vor angewandt.
Woltmann, der sich auch mit der praktischen Anwendung der Astronomie für die Navigation in der Schifffahrt beschäftigte und darüber 1819 ein viel benutztes Handbuch veröffentlichte, war einer der Förderer der Errichtung einer Sternwarte in Hamburg. Deren Gründer Johann Georg Repsold aus Wremen war 1788 einer seiner Schüler, den er in Mathematik unterrichtete und zu Vermessungsarbeiten hinzuzog. Auch die Navigationsschule förderte er und deren späteren Leiter Karl Rümker, der auch die folgenden Auflagen seines Handbuchs herausgab (auch gefördert von der Hamburgischen Mathematischen Gesellschaft).
Woltman spielt auch eine Rolle in der Bodenmechanik. Er entwickelte unabhängig von Coulomb eine Erddrucktheorie, in dem er einen Reibungswinkel einführte, den er dabei erstmals mit dem natürlichen maximalen Böschungswinkel der Böden in Zusammenhang brachte. Er führte Experimente dazu aus und führte die Tatsache, dass der gemessene Erddruck auf eine Stützwand geringer war als nach seiner Theorie vorhergesagt, auf eine Wandreibung zurück.
Er war seit 1797 mit der Tochter von Jacob Schuback (Präses der Hamburger Stackdeputation) Johanna Elizabeth Schuback verheiratet, mit der er fünf Kinder hatte, darunter die Tochter Wilhelmine, die Mutter des Bauingenieurs und Stadtplaners Reinhard Baumeister. Zu seinem 50-jährigen Dienstjubiläum 1834 erhielt Woltman vom Hamburger Senat ein Ehrengeschenk in Höhe von 3.000 Mark.

## Memorialgedenken

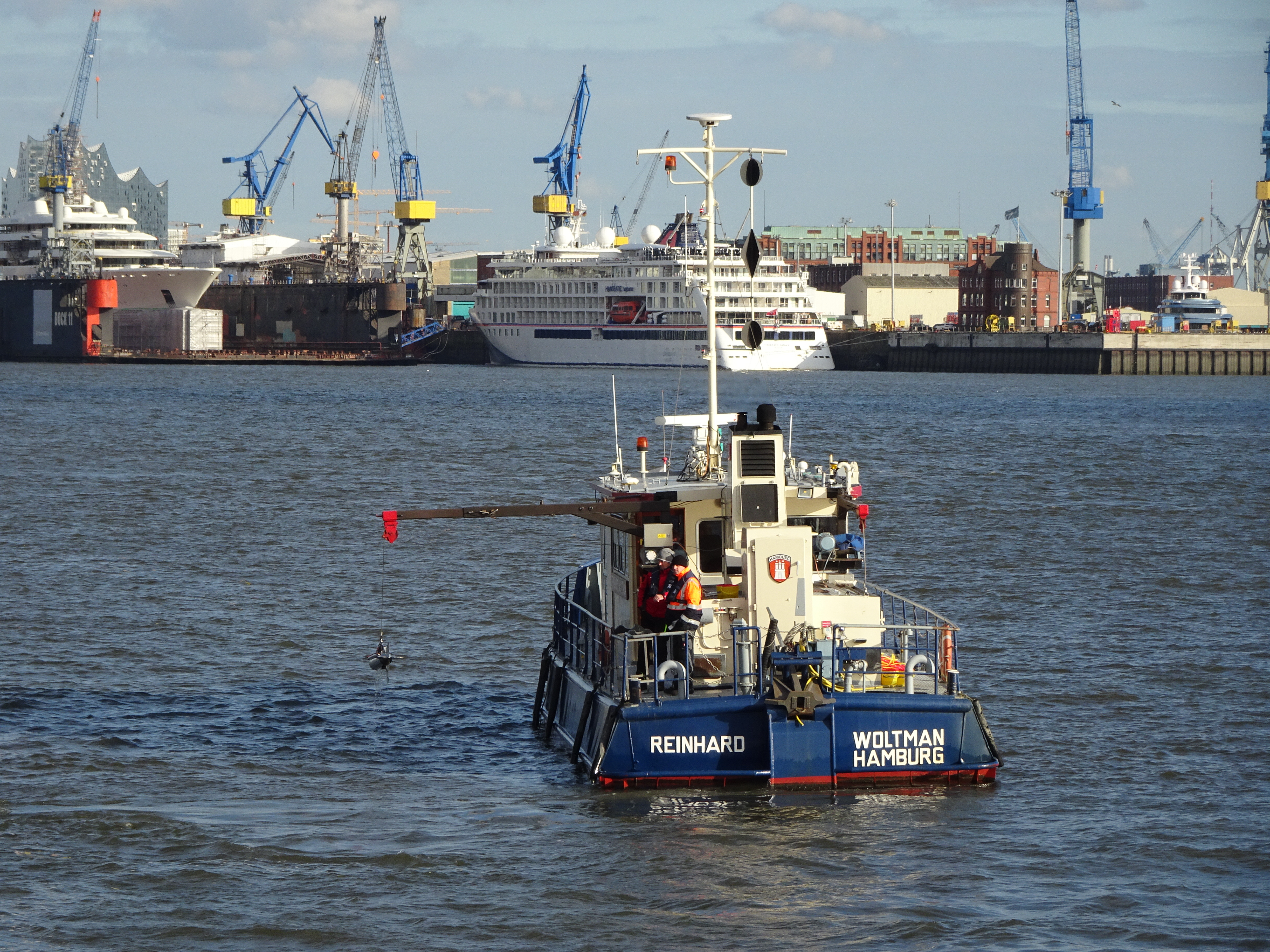
Messschiff Reinhard Woltman auf der Elbe

- In Hamburg wurde 1843 eine Straße nach ihm benannt.
- Die Woltmankaje in Cuxhaven erhielt 1927 seinen Namen.
- Verschiedene Schiffe wie der Dampfschlepper Woltman (1904) und das Messschiff Reinhard Woltman[9][10] (1980) wurden nach ihm benannt.
- In seinem Heimatort Axstedt wurde in den 2000er Jahren eine Straße nach ihm benannt.
- In Berlin-Lichterfelde wurde am 4. April 1934 eine Straße nach ihm benannt.

## Werke
- Theorie und Gebrauch des hydrometrischen Flügels oder eine zuverlässige Methode, die Geschwindigkeit der Winde und strömenden Gewässer zu beobachten. Hamburg 1790. doi:10.3931/e-rara-16684
- Beyträge zur hydraulischen Architectur. Band 1–4, Johann Christian Dieterich, Göttingen 1791–1799.

1. Band 1791 Digitalisat
2. Band 1792 Digitalisat
3. Band 1794 Digitalisat
4. Band 1799 Digitalisat

- Beyträge zur Baukunst schiffbarer Kanäle, Heinrich Dieterich, Göttingen 1802, Digitalisat
- Theory and description of a ventilator for airing vessels, vaults, mines, coal-pits. Perthes, Hamburg 1805, Digitalisat
- Geschichte und Beschreibung der Wasserbauwerke im Amte Ritzebüttel. Nestler, Hamburg 1807
- Über das öffentliche Bauwesen, und die zweckmässigen Einrichtungen, nach welchen Staats-Bauten und Arbeiten mit Sparsamkeit auszuführen sind. Bohn, Hamburg 1814
- Karte und Beschreibung des Fahrwassers der Elbmündung, der dortigen Seesignale und des Lotsenwesens. 1816, verbesserte Neuauflage 1826, 1831
- Ueber das baurechtliche Verfahren bey Verbesserungen der Flüsse. Perthes, Hamburg 1820 (archive.org).
- Bemerkungen über die gegenwärtige Epidemie in den Marschländern an der Nordsee, insonderheit auch im Amte Ritzebüttel. Perthes, Hamburg 1826
- Kurzgefaßte Geschichte und Beschreibung der Uferbauwerke auf der Insel Neuwerk, als sechster Abschnitt zur Beschreibung der Ritzebüttelschen Wasserbauwerke von 1807. Langhoff, Hamburg 1826 (Staats- und Universitätsbibliothek Hamburg, Digitalisat).
- Beyträge zur Schiffbarmachung der Flüsse. In Commission der Heroldschen Buchhandlung, Hamburg 1826,[11] Ausgabe 1835, Digitalisat.
- Einige Bemerkungen und Erörterungen über die Stellung und Standhaftigkeit fester Körper, wenn sie auf dem Wasser schwimmen. In: Abhandlungen der Königlichen Akademie der Wissenschaften zu Berlin, aus 1827, Berlin 1830, S. 115 ff.